# Brouwerij van Baasrode

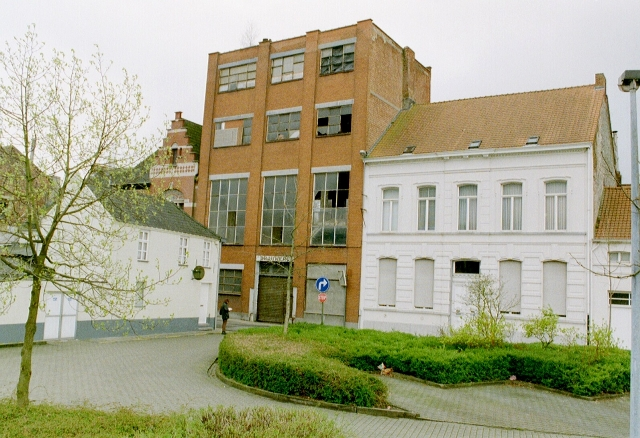
Brouwerij en brouwerswoning

De Brouwerij De halve Maan of Brouwerij Bacchus of Brouwerij van Baasrode of Brouwerij De Landtsheer of Brouwerij D'Hollander is een voormalige brouwerij te Baasrode in de Belgische provincie Oost-Vlaanderen. De brouwerij was actief tot 1972 toen ze werd overgenomen door Brasserie Piedbœuf uit Jupille. De brouwerij was gelegen in de Sint-Ursmarusstraat 103 te Dendermonde.

## Geschiedenis
De brouwerij was eigendom van de familie De Landtsheer - D'Hollander waarvan een eerste vermelding is op kadasterplannen uit 1816. 
Daarvoor al een brouwerij, "De Halve Maan" genoemd van Balthazar Petrus De Landtsheer (°1772). Zijn zoon Eduardus Henricus De Landtsheer (°1808) huwde met Nathalia Pissoort. Hun dochter Rosalia De Landtsheer (1846-1910) huwde met Franciscus Fredericus D'Hollander (1846-1908), zoon van de Oudegemse brouwer Jan Joseph D'Hollander. En veranderde de naam van de brouwerij naar D'Hollander.  Een van hun kinderen Omer nam de brouwerij over, terwijl broer Henri de Brouwerij D'Hollander (Eke) startte.  Vanaf 1920 kwam broer Henri D'Hollander weer in Baasrode werken om in 1926 definitief de brouwerij in Eke te stoppen. 
Na het overlijden van Omer brouwde zijn vrouw verder met de 2 zonen Frans en Henri. In 1938 werd de brouwerij volledig herbouwd toen met ongeveer 24 personeelsleden. Bij de uitbreiding in 1945 was de productie vertienvoudigd. Hierdoor hadden ze in 1955 reeds 60 man in dienst. 
In 1938 veranderde men de naam van de brouwerij naar Bacchus om in 1960 te veranderen naar Brouwerij van Baasrode nv.

## Bieren[1][2][3]
- Bacchus
- Bacchus Pils
- Pils Bacches Bière fine de Luxe
- Bacchus Pils Bière Dynamique Riche en vitamines Dynamische Drank - Rijk aan vitaminen
- Blond
- Bock
- Bok's Bier
- Christmas
- Christmas Zwaar Bier
- Export
- Export Bacchus
- Extra Bacchus
- Extra Stout
- Faro
- Götzenbräu
- Oud Bruin
- Panter
- Panter Das Aristokratische Bier Österreich Panter Urtyp (Lizenz Brauerei J.Sigl Obertrum Salzburg)
- Thyrs Ale